# إيه كيه بي48
إيه كيه بي48 AKB48 هي فرقة بوب من اليابان. تشكلت في مدينة طوكيو عام 2005.
اسم الفرقة مشتق من أكيهابارا.
وفقا لكتاب غينيس للأرقام القياسية، AKB48 هي أكبر فرقة بوب في العالم هذه الفرقة تتكون أكثر من 200 عضوة (اعتبارا من 24 مارس 2012).
في الخامس والعشرين من مايو عام 2011 أصدرت الفرقة أسطوانة جديدة "Everyday, Katyusha" وحققت الأغنية نجاحا كبيرا في الأسبوع الأول وبيعت 1333969 نسخة.

## أعضاء الفرقة

### Team A
الفريق A \ أي، إيه \ (باليابانية: チームA)
كابتن: ماريكو شينودا
- ميساكي إيواسا (باليابانية: 岩佐 美咲، بالرومدزي: Misaki Iwasa)
- شيزوكا أويا (باليابانية: 大家 志津香، بالرومدزي: Shizuka Ōya)
- هاروكا كاتاياما (باليابانية: 片山 陽加، بالرومدزي: Haruka Katayama)
- آسوكا كوراموتشي (باليابانية: 倉持 明日香، بالرومدزي: Asuka Kuramochi)
- هارونا كوجيما (باليابانية: 小嶋 陽菜، بالرومدزي: Haruna Kojima)
- آكي تاكاجو (باليابانية: 高城 亜樹، بالرومدزي: Aki Takajō)
- مينامي تاكاهاشي (باليابانية: 高橋 みなみ، بالرومدزي: Minami Takahashi)
- هاروكا ناكاغاوا (باليابانية: 仲川 遥香، بالرومدزي: Haruka Nakagawa)
- تشيساتو ناكاتا (باليابانية: 中田 ちさと، بالرومدزي: Chisato Nakata)
- ساياكا ناكايا (باليابانية: 仲谷 明香، بالرومدزي: Sayaka Nakaya)
- آمي مايدا (باليابانية: 前田 亜美، بالرومدزي: Ami Maeda)
- مايو واتانابي (باليابانية: 渡辺 麻友، بالرومدزي: Mayu Watanabe)
- يوي يوكوياما (باليابانية: 横山 由依، بالرومدزي: Yui Yokoyama)

### Team K
الفريق K \ كي، كاي \ (باليابانية: チームK)
كابتن: اوشيما يوكو
- ساياكا أكيموتو (باليابانية: 秋元 才加، بالرومدزي: Sayaka Akimoto)
- تومومي إيتانو (باليابانية: 板野 友美، بالرومدزي: Tomomi Itano)
- مايومي أوتشيدا (باليابانية: 内田 眞由美، بالرومدزي: Mayumi Uchida)
- أياكا أوميدا (باليابانية: 梅田 彩佳، بالرومدزي: Ayaka Umeda)
- يوكو أوشيما (باليابانية: 大島 優子، بالرومدزي: Yūko Ōshima)
- أياكا كيكوتشي (باليابانية: 菊地 あやか، بالرومدزي: Ayaka Kikuchi)
- ميكو تانابي (باليابانية: 田名部 生来، بالرومدزي: Miku Tanabe)
- تومومي ناكاتسوكا (باليابانية: 中塚 智実، بالرومدزي: Tomomi Nakatsuka)
- ميساتو نوناكا (باليابانية: 野中 美郷، بالرومدزي: Misato Nonaka)
- ريينا فوجيي (باليابانية: 藤江 れいな، بالرومدزي: Reina Fujie)
- ساكيكو ماتسوي (باليابانية: 松井 咲子، بالرومدزي: Sakiko Matsui)
- جورينا ماتسوي (باليابانية: 松井 珠理奈، بالرومدزي: Jurina Matsui)

### Team B
الفريق B \ بي \ (باليابانية: チームB)
كابتن: يوكي كاشيواغي
- هاروكا إيشيدا (باليابانية: 石田 晴香، بالرومدزي: Haruka Ishida)
- يوكي كاشيواغي (باليابانية: 柏木 由紀، بالرومدزي: Yuki Kashiwagi)
- ريي كيتاهارا (باليابانية: 北原 里英، بالرومدزي: Rie Kitahara)
- كانا كوباياشي (باليابانية: 小林 香菜، بالرومدزي: Kana Kobayashi)
- ميكا كوموري (باليابانية: 小森 美果، بالرومدزي: Mika Komori)
- أمينا ساتو (باليابانية: 佐藤 亜美菜، بالرومدزي: Amina Satō)
- سوميري ساتو (باليابانية: 佐藤 すみれ، بالرومدزي: Sumire Satō)
- ناتسوكي ساتو (باليابانية: 佐藤 夏希، بالرومدزي: Natsuki Satō)
- شيهوري سوزوكي (باليابانية: 鈴木 紫帆里، بالرومدزي: Shihori Suzuki)
- ماريا سوزوكي (باليابانية: 鈴木 まりや، بالرومدزي: Mariya Suzuki)
- رينا تشيكانو (باليابانية: 近野 莉菜، بالرومدزي: Rina Chikano)
- يوكا ماسودا (باليابانية: 増田 有華، بالرومدزي: Yuka Masuda)
- ميهو ميازاكي (باليابانية: 宮崎 美穂، بالرومدزي: Miho Miyazaki)
- ميوكي واتانابي (باليابانية: 渡辺 美優紀، بالرومدزي: Miyuki Watanabe)

### Team 4
الفريق 4 \ فور \ (باليابانية: チーム4)
- ماريا آبي (باليابانية: 阿部 マリア، بالرومدزي: Maria Abe)
- ميوري إيتشيكاوا (باليابانية: 市川 美織، بالرومدزي: Miori Ichikawa)
- آنا إيرياما (باليابانية: 入山 杏奈، بالرومدزي: Anna Iriyama)
- كارين إيواتا (باليابانية: 岩田 華怜، بالرومدزي: Karen Iwata)
- مينا أوبا (باليابانية: 大場 美奈، بالرومدزي: Mina Ōba)
- رينا كاتو (باليابانية: 加藤 玲奈، بالرومدزي: Rena Katō)
- رينا كاوايي (باليابانية: 川栄 李奈، بالرومدزي: Rina Kawaei)
- هاروكا شيمازاكي (باليابانية: 島崎 遥香، بالرومدزي: Haruka Shimazaki)
- هاروكا شيمادا (باليابانية: 島田 晴香، بالرومدزي: Haruka Shimada)
- جوري تاكاهاشي (باليابانية: 高橋 朱里، بالرومدزي: Juri Takahashi)
- ميو تاكيأوتشي (باليابانية: 竹内 美宥، بالرومدزي: Miyu Takeuchi)
- يوكا تانو (باليابانية: 田野 優花، بالرومدزي: Yūka Tano)
- ماريا ناغاو (باليابانية: 永尾 まりや، بالرومدزي: Mariya Nagao)
- شيوري ناكاماتا (باليابانية: 仲俣 汐里، بالرومدزي: Shiori Nakamata)
- ماريكو ناكامورا (باليابانية: 中村 麻里子، بالرومدزي: Mariko Nakamura)
- سوزوران ياماأوتشي (باليابانية: 山内 鈴蘭، بالرومدزي: Suzuran Yamauchi)
- مينامي مينيغيشي (باليابانية: 峯岸 みなみ، بالرومدزي: Minami Minegishi)

تاكاهاشي مينامي
مايدا اتسكو
أوشيما يوكو

## الأغاني المنفردة
| العام | #  | العنوان                                                         | ملاحظات             | ذروة المواقف بيانيا | ذروة المواقف بيانيا      | ذروة المواقف بيانيا | لمبيعات (أوريكون) | لمبيعات (أوريكون) |
| العام | #  | العنوان                                                         | ملاحظات             | أوريكون             | بيلبورد اليابان هوت 100* | RIAJ للأغنية رقمية* | الأسبوع الأول     | المجموع           |
| ----- | -- | --------------------------------------------------------------- | ------------------- | ------------------- | ------------------------ | ------------------- | ----------------- | ----------------- |
| 2006  | 1  | "Sakura no Hanabiratachi" (باليابانية: 桜の花びらたち)          | شركة تسجيلآت مستقلة | 10                  |                          |                     | 22011             | 46000             |
| 2006  | 2  | "Skirt, Hirari" (باليابانية: スカート、ひらり)                  | شركة تسجيلآت مستقلة | 13                  | 13349                    | 20000               |                   |                   |
| 2006  | 1  | "Aitakatta" (باليابانية: 会いたかった)                          | تسجيلات ديفستار     | 12                  | 32**                     | 17481               | 55000             |                   |
| 2007  | 2  | "Seifuku ga Jama o Suru" (باليابانية: 制服が邪魔をする)         | تسجيلات ديفستار     | 7                   |                          | 16866               | 21000             |                   |
| 2007  | 3  | "Keibetsu Shiteita Aijō" (باليابانية: 軽蔑していた愛情)         | تسجيلات ديفستار     | 8                   | 20323                    | 22000               |                   |                   |
| 2007  | 4  | "BINGO!"                                                        | تسجيلات ديفستار     | 6                   | 21830                    | 25000               |                   |                   |
| 2007  | 5  | "Boku no Taiyō" (باليابانية: 僕の太陽)                          | تسجيلات ديفستار     | 6                   | 25946                    | 28000               |                   |                   |
| 2007  | 6  | "Yūhi o Miteiru ka?" (باليابانية: 夕陽を見ているか?)            | تسجيلات ديفستار     | 10                  | 15370                    | 18000               |                   |                   |
| 2008  | 7  | "Romance, Irane" (باليابانية: ロマンス、イラネ)                 | تسجيلات ديفستار     | 6                   | 22                       | 19303               | 23000             |                   |
| 2008  | 8  | "Sakura no Hanabiratachi 2008" (باليابانية: 桜の花びらたち2008) | تسجيلات ديفستار     | 10                  | 26                       | 22112               | 25000             |                   |
| 2008  | 9  | "Baby! Baby! Baby!"                                             | توزيع رقمي          |                     | ×                        |                     |                   |                   |
| 2008  | 10 | "Ōgoe Diamond" (باليابانية: 大声ダイヤモンド)                   | تسجيلات كينغ        | 3                   | 13                       | 51**                | 48258             | 96000             |
| 2009  | 11 | "10nen Zakura" (باليابانية: 10年桜 Jūnen Zakura)                |                     | 3                   | 13                       |                     | 66226             | 124000            |
| 2009  | 12 | "Namida Surprise!" (باليابانية: 涙サプライズ!)                  |                     | 2                   | 5                        | 28                  | 104180            | 168000            |
| 2009  | 13 | "Iiwake Maybe" (باليابانية: 言い訳Maybe)                        |                     | 2                   | 2                        | 11                  | 90774             | 145000            |
| 2009  | 14 | "RIVER"                                                         |                     | 1                   | 2                        | 17                  | 178579            | 260000            |
| 2010  | 15 | "Sakura no Shiori" (باليابانية: 桜の栞)                         |                     | 1                   | 1                        | 15                  | 317828            | 404000            |
| 2010  | 16 | "Ponytail to Chouchou" (باليابانية: ポニーテールとシュシュ)     |                     | 1                   | 1                        | 4                   | 513453            | 740000            |
| 2010  | 17 | "Heavy Rotation" (باليابانية: ヘビーローテーション)             |                     | 1                   | 1                        | 1                   | 527336            | 868000            |
| 2010  | 18 | "Beginner"                                                      |                     | 1                   | 1                        | 2                   | 826989            | 1039000           |
| 2010  | 19 | "Chance no Junban" (باليابانية: チャンスの順番)                 |                     | 1                   | 1                        | 12                  | 596769            | 694000            |
| 2011  | 20 | "Sakura no Ki ni Narō" (باليابانية: 桜の木になろう)             |                     | 1                   | 1                        | 3                   | 942479            | 1081000           |
| 2011  | —  | "Dareka no Tame ni ~What can I do for someone?~"                | توزيع رقمي          |                     | 17                       | 2                   |                   |                   |
| 2011  | 21 | "Everyday, Katyusha" (باليابانية: Everyday、カチューシャ)       |                     | 1                   | 1                        | 1                   | 1333969           | 1604000           |
| 2011  | 22 | "Flying Get" (باليابانية: フライングゲット)                     | 24 أغسطس 2011       | 1                   | 1                        | 1                   | 1354492           | 1616000           |
| 2011  | 23 | "Kaze wa Fuiteiru" (باليابانية: 風は吹いている)                 | 26 أكتوبر 2011      | 1                   | 1                        | 1                   | 1300482           | 1456000           |
| 2011  | 24 | "Ue kara Mariko" (باليابانية: 上からマリコ)                     | 7 ديسمبر 2011       | 1                   | 1                        | 3                   | 1198864           | 1303000           |
| 2012  | 25 | "GIVE ME FIVE!"                                                 | 15 فبراير 2012      | 1                   | 1                        | 1                   | 1287217           | 1426000           |
| 2012  | 26 | "Manatsu no Sounds good!" (باليابانية: 真夏のSounds good !)     | 23 مايو 2012        | 1                   | 1                        | 2                   | 1616795           | 1745000           |

* Billboard JAPAN Hot 100: تأسست في عام 2008. RIAJ Digital Tracks Chart: تأسست في عام 2009.

** في عام 2010

## الألبومات
| العام | # | الألبوم | ذروة المواقف بيانيا | المبيعات (أوريكون) | الشهادات (RIAJ)   |
| العام | # | الألبوم | أوريكون             | المبيعات (أوريكون) | الشهادات (RIAJ)   |
| ----- | - | --- | ------------------- | ------------------ | ----------------- |
| 2008  | 1 | Set List: Greatest Songs (باليابانية: SET LIST～グレイテストソングス～) - تاريخ الإصدار: 1 نوفمبر 2008: Set List: Greatest Songs 2006–2007 (باليابانية: SET LIST～グレイテストソングス 2006-2007～) - تاريخ الإصدار: 14 يوليو 2010: Set List: Greatest Songs Kanzenban (باليابانية: SET LIST～グレイテストソングス～完全盤) - شركة الإنتاج: تسجيلات ديفستار (DFCL-1653 ,DFCL-1431 ,DFCL-1429/30*) | 29 2*               | 53000 169000*      | البلاتين (250000) |
| 2010  | 2 | Kamikyokutachi (باليابانية: 神曲たち) - تاريخ الإصدار: 7 أبريل 2010 - شركة الإنتاج: تسجيلات كينغ (NKCD-6512/3 ,KIZC-65/6) | 1                   | 556000             | 2x البلاتين       |
| 2011  | 3 | Koko ni Ita Koto (باليابانية: ここにいたこと) - تاريخ الإصدار: 8 يونيو 2011 - شركة الإنتاج: تسجيلات كينغ (NKCD-6546 ,KIZC-117/8 ,KIZC-90117/8) | 1                   | 866000             | المليون (1000000) |

* Set List ~Greatest Songs~ Kanzenban في عام 2010

## الأغاني المصورة
| #  | القرص المضغوط             | الفنان        | العنوان                                        | الأغنية المصورة الرسمية على يوتيوب |
| -- | ------------------------- | ------------- | ---------------------------------------------- | ---------------------------------- |
| 10 | "Ōgoe Diamond"            | AKB48         | "Ōgoe Diamond"                                 | الأغنية المصورة على يوتيوب         |
| 11 | "10nen Zakura"            | AKB48         | "10nen Zakura"                                 | الأغنية المصورة على يوتيوب         |
| 12 | "Namida Surprise!"        | AKB48         | "Namida Surprise!"                             | الأغنية المصورة على يوتيوب         |
| 13 | "Iiwake Maybe"            | AKB48         | "Iiwake Maybe"                                 | الأغنية المصورة على يوتيوب         |
| 13 | "Iiwake Maybe"            | Under Girls   | "Tobenai Agehachō"                             | الأغنية المصورة على يوتيوب         |
| 14 | "RIVER"                   | AKB48         | "RIVER"                                        | الأغنية المصورة على يوتيوب         |
| 14 | "RIVER"                   | Under Girls   | "Kimi no Koto Suki Dakara"                     | الأغنية المصورة على يوتيوب         |
| 14 | "RIVER"                   | Theater Girls | "Hikōkigumo (Theater Girls Ver.)"              | الأغنية المصورة على يوتيوب         |
| 15 | "Sakura no Shiori"        | AKB48         | "Sakura no Shiori"                             | الأغنية المصورة على يوتيوب         |
| 15 | "Sakura no Shiori"        | AKB48         | "Majisuka Rock 'n' Roll"                       | الأغنية المصورة على يوتيوب         |
| 15 | "Sakura no Shiori"        | Team PB       | "Enkyori Poster"                               | الأغنية المصورة على يوتيوب         |
| 15 | "Sakura no Shiori"        | Team YJ       | "Choose me!"                                   | الأغنية المصورة على يوتيوب         |
| 16 | "Ponytail to Chouchou"    | AKB48         | "Ponytail to Chouchou"                         | الأغنية المصورة على يوتيوب         |
| 16 | "Ponytail to Chouchou"    | Under Girls   | "Nusumareta Kuchibiru"                         | الأغنية المصورة على يوتيوب         |
| 16 | "Ponytail to Chouchou"    | Theater Girls | "Boku no YELL"                                 | الأغنية المصورة على يوتيوب         |
| 16 | "Ponytail to Chouchou"    | AKB48         | "Majijo Teppen Blues"                          | الأغنية المصورة على يوتيوب         |
| 17 | "Heavy Rotation"          | AKB48         | "Heavy Rotation"                               | الأغنية المصورة على يوتيوب         |
| 17 | "Heavy Rotation"          | Under Girls   | "Namida no Seesaw Game"                        | الأغنية المصورة على يوتيوب         |
| 17 | "Heavy Rotation"          | Yasai Sisters | "Yasai Sisters"                                | الأغنية المصورة على يوتيوب         |
| 17 | "Heavy Rotation"          | AKB48         | "Lucky Seven"                                  | الأغنية المصورة على يوتيوب         |
| 18 | "Beginner"                | AKB48         | "Beginner"                                     | الأغنية المصورة على يوتيوب         |
| 19 | "Chance no Junban"        | AKB48         | "Chance no Junban"                             | الأغنية المصورة على يوتيوب         |
| 20 | "Sakura no Ki ni Narō"    | AKB48         | "Sakura no Ki ni Narō"                         | الأغنية المصورة على يوتيوب         |
| 21 | "Everyday, Katyusha"      | AKB48         | "Everyday, Kachūsha"                           | الأغنية المصورة على يوتيوب         |
| 21 | "Everyday, Katyusha"      | AKB48         | "Kore kara Wonderland"                         | الأغنية المصورة على يوتيوب         |
| 22 | "Flying Get"              | AKB48         | "Flying Get"                                   | الأغنية المصورة على يوتيوب         |
| 22 | "Flying Get"              | AKB48         | "Flying Get" (Dancing Version)                 | الأغنية المصورة على يوتيوب         |
| 22 | "Flying Get"              | Under Girls   | "Dakishimecha Ikenai"                          | الأغنية المصورة على يوتيوب         |
| 23 | "Kaze wa Fuiteiru"        | AKB48         | "Kaze wa Fuiteiru"                             |                                    |
| 23 | "Kaze wa Fuiteiru"        | AKB48         | "Kaze wa Fuiteiru" (DANCE! DANCE! DANCE! ver.) | الأغنية المصورة على يوتيوب         |
| 23 | "Kaze wa Fuiteiru"        | Under Girls   | "Kimi no Senaka"                               | الأغنية المصورة على يوتيوب         |
| 24 | "Ue kara Mariko"          | AKB48         | "Ue kara Mariko"                               | الأغنية المصورة على يوتيوب         |
| 24 | "Ue kara Mariko"          | AKB48         | "Noël no Yoru"                                 | الأغنية المصورة على يوتيوب         |
| 25 | "GIVE ME FIVE!"           | AKB48         | "GIVE ME FIVE!"                                | الأغنية المصورة على يوتيوب         |
| 25 | "GIVE ME FIVE!"           | Selection 6   | "Sweet & Bitter"                               | الأغنية المصورة على يوتيوب         |
| 26 | "Manatsu no Sounds Good!" | AKB48         | "Manatsu no Sounds Good!"                      | الأغنية المصورة على يوتيوب         |
| 26 | "Manatsu no Sounds Good!" | AKB48         | "Gugutasu no Sora"                             | الأغنية المصورة على يوتيوب         |

## الجوائز
أهم الجوائز التي نالتها الفرقة
| السنة | الجائزة                      | الفئة                            | العمل المرشح | النتيجة |
| ----- | ---------------------------- | -------------------------------- | ------------ | ------- |
| 2011  | 53rd Japan Record Awards     | Grand Prix                       | "Flying Get" | فوز     |
| 2011  | Billboard JAPAN Music Awards | Artist of the Year               |              | فوز     |
| 2011  | Billboard JAPAN Music Awards | Top Pop Artist                   |              | فوز     |
| 2011  | Billboard JAPAN Music Awards | Hot 100 of the Year              |              | فوز     |
| 2011  | Billboard JAPAN Music Awards | Hot 100 Single Sales of the Year |              | فوز     |

## وصلات خارجية
- إيه كيه بي48 على موقع ميوزك برينز (الإنجليزية)
- إيه كيه بي48 على موقع أول ميوزيك (الإنجليزية)
- إيه كيه بي48 على موقع ديسكوغز (الإنجليزية)
- إيه كيه بي48 على موقع ANN person (الإنجليزية)
- الموقع الرسمي
- القناة الرسمية في موقع YouTube